# جزر ميدواي
تقع جزر ميدواي على بعد 2,090كم شمال هونولولو في المحيط الهادئ. و هي جزء من جزر هاواي الشمالية الغربية تتألف من جزيرتين تقعان في حلقة من الشعاب المرجانية قطرها 10كم. تبلغ مساحة الجزيرة 5كم². وتمتد سواحلها إلى مسافة 30كم. يبلغ سكان ميدواي حوالي 470 نسمة. اكتشفت الولايات المتحدة الجزيرة في 1859م، وضمتها إليها في 1867م. شيٌدت الشركات الأمريكية بها محطات بث إذاعي في 1903م، ومطارًا في 1935م، وتخضع الجزيرة لإدارة الأسطول الأمريكي.
كانت معركة ميدواي واحدة من أهم المعارك البحرية في الحرب العالمية الثانية (1939-1945م) ففي الفترة من الرابع إلى السادس من يونيو 1942م، هاجمت الطائرات الأمريكية المنطقة من البر، وضربت حاملات الطائرات أسطولاً يابانياً كان يقترب من الجزر، وأغرقت أربع طوَّافات وطرادًا ثقيلاً، كما فقدت الولايات المتحدة المدمرة هامان، وحاملة الطائرات يوركتاون في ذلك الهجوم.
وتُعدُّ معركة ميدواي أول نصر بحري أمريكي، على اليابان في الحرب العالمية الثانية. وقد شلَّ هذا النصر القوة البحرية اليابانية، وقضى على محاولات اليابان للاستيلاء على ميدواي واتخاذها قاعدة تنطلق منها الضربات الجوية على هاواي. ويعتقد كثير من الخبراء العسكريين أن هذه المعركة، شكّلت نقطة التحول في حملة المحيط الهادئ.

## المناخ
يظهر الجدول التالي التغييرات المناخية على مدار السنة لجزر ميدواي:
| البيانات المناخية لـجزر ميدواي          | البيانات المناخية لـجزر ميدواي | البيانات المناخية لـجزر ميدواي | البيانات المناخية لـجزر ميدواي | البيانات المناخية لـجزر ميدواي | البيانات المناخية لـجزر ميدواي | البيانات المناخية لـجزر ميدواي | البيانات المناخية لـجزر ميدواي | البيانات المناخية لـجزر ميدواي | البيانات المناخية لـجزر ميدواي | البيانات المناخية لـجزر ميدواي | البيانات المناخية لـجزر ميدواي | البيانات المناخية لـجزر ميدواي | البيانات المناخية لـجزر ميدواي |
| الشهر                                   | يناير                          | فبراير                         | مارس                           | أبريل                          | مايو                           | يونيو                          | يوليو                          | أغسطس                          | سبتمبر                         | أكتوبر                         | نوفمبر                         | ديسمبر                         | المعدل السنوي                  |
| --------------------------------------- | ------------------------------ | ------------------------------ | ------------------------------ | ------------------------------ | ------------------------------ | ------------------------------ | ------------------------------ | ------------------------------ | ------------------------------ | ------------------------------ | ------------------------------ | ------------------------------ | ------------------------------ |
| الدرجة القصوى °ف (°م)                   | 80 (27)                        | 78 (26)                        | 79 (26)                        | 82 (28)                        | 86 (30)                        | 89 (32)                        | 92 (33)                        | 92 (33)                        | 92 (33)                        | 89 (32)                        | 88 (31)                        | 82 (28)                        | 92 (33)                        |
| متوسط درجة الحرارة الكبرى °ف (°م)       | 70.0 (21.1)                    | 69.4 (20.8)                    | 70.2 (21.2)                    | 71.7 (22.1)                    | 75.3 (24.1)                    | 80.7 (27.1)                    | 82.5 (28.1)                    | 83.5 (28.6)                    | 83.5 (28.6)                    | 80.0 (26.7)                    | 75.8 (24.3)                    | 72.1 (22.3)                    | 76.2 (24.6)                    |
| متوسط درجة الحرارة الصغرى °ف (°م)       | 62.2 (16.8)                    | 61.7 (16.5)                    | 62.6 (17.0)                    | 64.1 (17.8)                    | 67.4 (19.7)                    | 72.8 (22.7)                    | 74.6 (23.7)                    | 75.6 (24.2)                    | 75.1 (23.9)                    | 72.4 (22.4)                    | 68.4 (20.2)                    | 64.4 (18.0)                    | 68.4 (20.2)                    |
| أدنى درجة حرارة °ف (°م)                 | 51 (11)                        | 51 (11)                        | 51 (11)                        | 53 (12)                        | 55 (13)                        | 62 (17)                        | 63 (17)                        | 64 (18)                        | 64 (18)                        | 60 (16)                        | 55 (13)                        | 51 (11)                        | 51 (11)                        |
| الهطول إنش (مم)                         | 4.85 (123)                     | 3.82 (97)                      | 3.05 (77)                      | 2.98 (76)                      | 2.42 (61)                      | 2.06 (52)                      | 3.44 (87)                      | 4.32 (110)                     | 3.84 (98)                      | 3.79 (96)                      | 3.83 (97)                      | 4.09 (104)                     | 42.52 (1٬080)                  |
| متوسط أيام هطول الأمطار                 | 16                             | 14                             | 12                             | 11                             | 9                              | 9                              | 15                             | 15                             | 15                             | 14                             | 14                             | 16                             | 160                            |
| المصدر: Western Regional Climate Center |                                |                                |                                |                                |                                |                                |                                |                                |                                |                                |                                |                                |                                |

## أعلام
- جورج إتش كانون
- جاك دبليو. ويلك
- أوسبورن بي. وايزمان
- فلويد بي. باركس
- تشارلز إي. برانون